# العاطل (رواية)
العاطل هي رواية للروائي المصري ناصر عراق. صدرت الرواية لأوّل مرة عام 2011 عن الدار المصرية اللبنانية في القاهرة. ودخلت في القائمة النهائية «القصيرة» للجائزة العالمية للرواية العربية لعام 2012، المعروفة باسم «جائزة بوكر العربية».

## حول الرواية
تدور أحداث رواية «العاطل» حول شاب مصري متعلم من أسرة متوسطة الحال توصد أبواب العمل في القاهرة مثل غيره من الملايين العاطلين في مصر فيغادرها مقهورا إلى دبي لينفتح أمامه عالم مدهش من الأحداث والشخصيات والجنسيات المتباينة. حيث يواجه في دبي العديد من المواقف النبيلة والخسيسة من قبل أصدقاء وأقارب ومعارف حتى ينتهي به الحال إلى دخوله السجن متهما في جريمة قتل عاهرة روسية٬ في اللحظة التي يشرق فيه في قلبه بحب فتاة مصرية تعمل في دبي!.